# Sznov
A Sznov (ukránul és oroszul: Снов) folyó Oroszországban és Ukrajnában, mely 253 kilométer hosszú, ebből Ukrajna területén 190 km; vízgyűjtő területe 8700 km² és a Gyeszna folyóba torkollik. A Közép-Orosz-hátságban ered és keresztülfolyik a Dnyepermelléki-alföldön. Völgye 4–6 km széles, medre 25–30 méter széles, az alföldi régióban akár az 50–70 métert is elérheti. Mélysége 5 méter körüli. Decembertől márciusig befagy.